# Репозиторий
Репозито́рий (от англ. repository — хранилище) — место, где хранятся и поддерживаются какие-либо данные. Чаще всего данные в репозитории хранятся в виде файлов, доступных для дальнейшего распространения по сети.
Существуют репозитории для хранения программ, написанных на одном языке (например, CPAN для Perl) или предназначенных для одной платформы. Многие современные операционные системы, такие как OpenSolaris, FreeBSD и большинство дистрибутивов Linux, имеют официальные репозитории, но также позволяют устанавливать пакеты из других мест. Большинство репозиториев бесплатны, однако некоторые компании предоставляют доступ к собственным репозиториям за платную подписку.
Репозитории используются в системах управления версиями, в них хранятся все документы вместе с историей их изменения и другой служебной информацией.
Существуют различные автоматизированные системы создания репозиториев. Один из типов репозиториев: хранилища на CD/DVD — установочные диски для пакетов того или иного ПО.
Среди дистрибутивов Linux популярны репозитории с форматами метаданных Yum и DNF для дистрибутивов на базе RPM-пакетов, и репозитории с метаданными APT для дистрибутивов на основе DEB-пакетов.